# François Prévot-Leygonie (homme politique)
Pour les articles homonymes, voir Prévot et Leygonie.
Cet article concerne un homme politique. Pour le réalisateur, voir François Prévôt-Leygonie (réalisateur).
François Prévot-Leygonie (1780-1852), est un homme politique, avocat et magistrat français.

## Biographie
François Prévot-Leygonie naît le 19 août 1780 au manoir de Leygonie, à Montagnac-la-Crempse, dans le département de la Dordogne.
En 1815, pendant les Cent-Jours, il est élu à la Chambre des représentants pour quelques mois. Il est de nouveau élu à l'Assemblée nationale en 1830 sous les couleurs libérales. Il participe aux Trois Glorieuses et il est réélu député de la Dordogne en 1831, 1832 et 1834 jusqu'en 1837,. Il est aussi président du Conseil général de la Dordogne en 1831 et président de chambre à la Cour royale de Bordeaux. En 1839, il est fait chevalier de la Légion d'honneur. Il décède dans son village natal le 10 mars 1852.
Son frère, Pierre Prévot-Leygonie (1783-1851), né également à Montagnac-la-Crempse, chirurgien major dans l'armée impériale, a été brièvement maire de Bergerac en 1815, puis maire des Lèches après 1824. Chevalier de la Légion d'honneur.

## Sources
- « François Prévot-Leygonie (homme politique) », dans Adolphe Robert et Gaston Cougny, Dictionnaire des parlementaires français, Edgar Bourloton, 1889-1891 [détail de l’édition]